# Cratere Escalante
Escalante  è un cratere sulla superficie di Marte.